# Lyvån Lidén
Lyvån Lidén (født 20. marts 2014 i Degerfors) er en svensk barneskuespiller, der mest er kendt i pigerollen som Christina Löwander i tv-serien Familien Löwander.
I 2021 medvirkede hun i det svenske tv-underholdningsprogram Talang, hvor hun dansede, spillede violin og kunne opremse 600 pi-decimaler udenad.

## Filmografi (udvalg)
- 2022 - Påfågeln - The Peacock - Maja, lillesøster til hovedpersonen Tim og datter af Monica
- 2021 - Huss (tv-serie) – Emelie Kronwall
- 2020 - Familien Löwander (tv-serie) – Christina Löwander, datter af Nina Löwander
- 2020 - Coola pappor (kortfilm) – Lyvån
- 2019 - Vikarie (kortfilm) – Sabina